# Manuel José Damásio
Manuel José Carvalho Almeida Damásio é director do Departamento de Cinema e comunicação Multimédia da Universidade Lusófona, professor agregado pela Universidade do Minho, doutorado em comunicação pela Universidade Nova de Lisboa y autor de diversos livros e artigos em publicações nacionais e internacionais.